# Euphorbia cryptocaulis
Euphorbia cryptocaulis es una especie fanerógama perteneciente a la familia de las euforbiáceas. Es originaria de Etiopía.

## Descripción
Es una planta geofita; con eje vertical y subterráneo, cilíndrico-ovoide, de 2x2-4 cm, con 12 tubérculos ± bien definidos en filas espirales delgadas, curvadas y suaves,  agudos a 4.5 mm de largo, extendidos y no espinosos.

## Ecología
Se encuentra en la profunda sombra de arbustos y matorrales de Acacia-Commiphora y bosque abierto de Combretum, en suelo marrón de piedra caliza a una altitud de  1350-1600 metros.  Probablemente "difícil" en el cultivo.
Es cercana de Euphorbia rubella, Euphorbia brunellii. Varias Euphorbias geófitas no aparecen en África al tener más afinidad con algunas especies de Madagascar que con las otras del África continental.

## Taxonomía
Euphorbia cryptocaulis fue descrita por Michael George Gilbert y publicado en Kew Bulletin 42: 231. 1987.
Etimología
Euphorbia: nombre genérico que deriva del médico griego del rey Juba II de Mauritania (52 a 50 a. C. - 23), Euphorbus, en su honor – o en alusión a su gran vientre –  ya que usaba médicamente Euphorbia resinifera. En 1753 Carlos Linneo asignó el nombre a todo el género.
cryptocaulis: epíteto griego que significa "con tallo oculto".